# AutoAI
La Intel·ligència Artificial Automatitzada (AutoAI) és una variació de l'aprenentatge automàtic automatitzat o la tecnologia AutoML, que amplia l'automatització de la creació de models cap a l'automatització del cicle de vida complet d'un model d'aprenentatge automàtic. Aplica l'automatització intel·ligent a la tasca de construir models predictius d'aprenentatge automàtic preparant dades per a la formació i identificant el millor tipus de model per a les dades donades. després escollint les característiques o columnes de dades que millor donen suport al problema que està resolent el model. Finalment, l'automatització avalua una varietat d'opcions d'ajust per assolir el millor resultat a mesura que genera, i després classifica, canalitzacions de model candidats. Els pipelines de millor rendiment es poden posar en producció per processar dades noves i oferir prediccions basades en l'entrenament del model. La intel·ligència artificial automatitzada també es pot aplicar per assegurar-se que el model no té un biaix inherent i automatitzar les tasques per a la millora contínua del model. La gestió d'un model d'AutoAI requereix un seguiment i una actualització freqüents, gestionats per un procés conegut com a operacions de model o ModelOps.

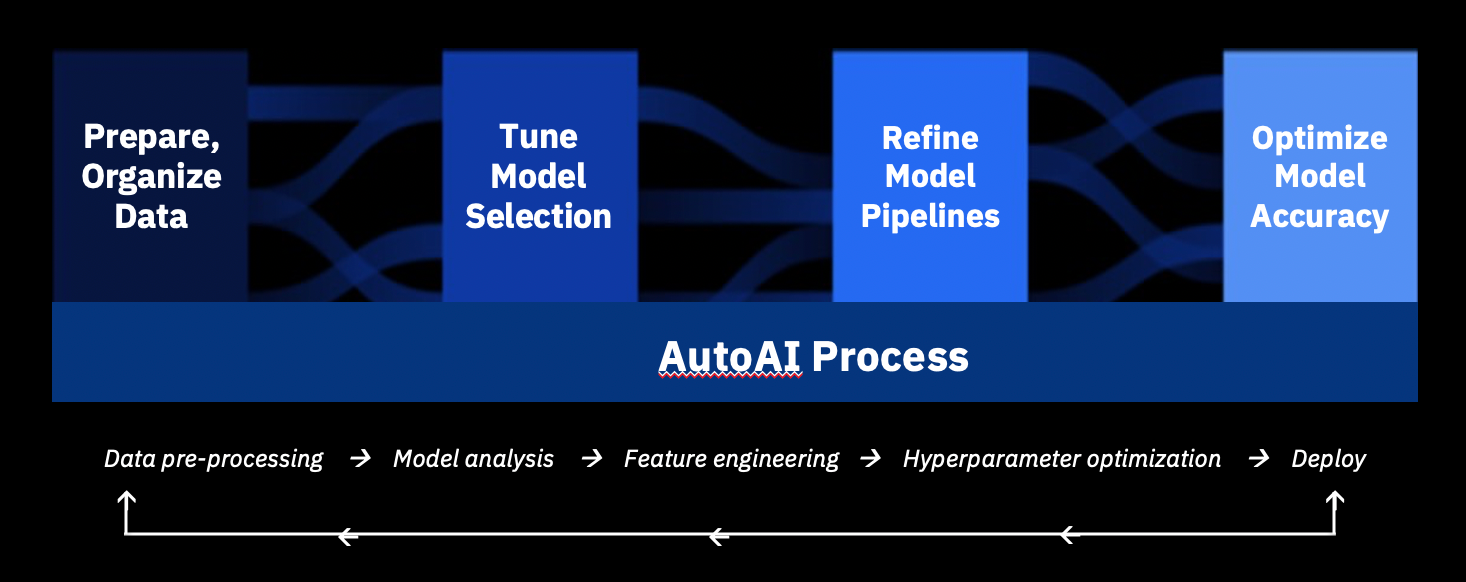
Flux de procés d'AutoAI per generar un pipeline de models d'aprenentatge automàtic

Automated Machine Learning and Data Science (AMLDS) és un petit equip dins d'IBM Research, que es va formar per aplicar tècniques d'intel·ligència artificial (IA), aprenentatge automàtic (ML) i gestió de dades per accelerar i optimitzar la creació de màquines. fluxos de treball d'aprenentatge i ciència de dades. AMLDS té el crèdit d'impulsar el desenvolupament d'AutoAI.

## Cas d'ús
Un cas d'ús típic d'AutoAI seria entrenar un model per predir com poden respondre els clients a un incentiu de vendes. El model rep primer formació amb dades reals sobre com van respondre els clients a la promoció. Quan el model entrenat es presenta amb dades noves, pot proporcionar una predicció de com podria respondre un nou client, amb una puntuació de confiança per a la predicció. Abans d'AutoML, els científics de dades havien de construir aquests models predictius a mà, provant diverses combinacions d'algorismes i després provant per veure com es comparaven les prediccions amb els resultats reals, mentre que AutoML automatitzava els processos de preparació de les dades per a l'entrenament, aplicant algorismes per processar les dades., i després optimitzar encara més els resultats. Per tant, AutoAI proporciona una automatització intel·ligent més gran que permet provar significativament més combinacions de factors per generar models candidats que reflecteixin i abordin el problema amb més precisió. Un cop construït, el model s'ha avaluat el biaix i s'ha actualitzat per millorar el rendiment.

## El procés AutoAI
L'usuari inicia el procés proporcionant un conjunt de dades d'entrenament i identificant la columna de predicció, que configura el problema a resoldre. Per exemple, la columna de predicció pot contenir valors de sí o no en resposta a un incentiu ofert. En l'etapa de preprocessament de dades, AutoAI aplica diversos algorismes, o estimadors, per analitzar, netejar (per exemple, eliminar informació redundant o imputar dades que falten) i preparar dades brutes estructurades per a l'aprenentatge automàtic (ML).
El següent és la selecció automatitzada de models que coincideix amb les dades amb un tipus de model, com ara la classificació o la regressió. Per exemple, si només hi ha dos tipus de dades en una columna de predicció, AutoAI es prepara per crear un model de classificació binari. Si hi ha un conjunt de respostes incognoscibles, AutoAI prepara un model de regressió, que utilitza un conjunt diferent d'algorismes o transformacions per resoldre problemes. AutoAI es classifica després de provar els algorismes candidats amb petits subconjunts d'informació, augmentant la mida del subconjunt gradualment per als algorismes que es tornen més prometedors per arribar a la millor coincidència. Aquest procés d'aprenentatge automàtic iteratiu i incremental és el que diferencia a AutoAI de les versions anteriors d'AutoML.
L'enginyeria de característiques transforma les dades en brut en la combinació que representa el problema per arribar a la millor predicció precisa. Part d'aquest procés consisteix a avaluar com les dades de la font de dades d'entrenament poden donar suport millor a una predicció precisa mitjançant algorismes, pondera poques dades més importants que altres per aconseguir el resultat desitjat. AutoAI automatitza la consideració de diverses opcions de construcció de característiques d'una manera estructurada i no exhaustiva, alhora que maximitza progressivament la precisió del model mitjançant l'aprenentatge de reforç. Això resulta d'una seqüència optimitzada d'informació i transformacions de dades que coincideix amb els millors algorismes del pas que implica la selecció del model.
Finalment, AutoAI aplica el pas d'optimització d'hiperparàmetres per perfeccionar i avançar els pipelines de models amb millor rendiment. Els pipelines són candidats a models, avaluats i classificats per mètriques com l'exactitud i la precisió. Al final del procés, l'usuari pot revisar els pipelines i triar el(s) pipeline(s) per posar en producció per oferir prediccions sobre dades noves.